# Lista de sintomas médicos
Este artigo tem como objetivo fazer uma listagem dos sintomas médicos:
- Gerais
  - caquexia (R64)
    - perda de apetite (R63.0)
    - perda de peso (R63.4)

  - ganho de peso (R63.5)
  - boca seca (R68.2)
  - Fadiga (R53)
    - malaise
    - astenia

  - fraqueza muscular (M62.8)
  - pyrexia (R50)
  - icterícia (P58, P59, R17)
  - dor
    - dor abdominal (R10)
    - dor no peito (R07)

  - dispareunia (N94.1)
  - vaginismo (N94.2)
  - bruising (Sx0 (x=0 a 9))
  - epistaxe (R04.0)
  - tremor (R25.1)
  - convulsões (R56)
  - cãibra muscular (R25.2)
  - paralisia
  - tinnitus (H93.1)
  - tontura / vertigem (R42)
  - síncope (R55)
  - incontinência fecal
  - cataplexia (G47.4)
  - hipotermia (T68)
  - hipertermia (T670)

- Neurológicos/Psicológicos
  - ansiedade
  - ataxia
  - catatonia (F20.2)
  - disartria
  - sonolência (R40.0)
  - insônia (F51.0, G47.0)

- Ocular
  - amaurosis fugax (G45.3) e amaurosis
  - blurred vision
  - visão dupla (H53.2)
  - midríase/miose (H570)
  - nistagmo

- Gastrointestinal
  - anorexia (R63.0)
  - Inchaço (R14)
  - Eructação (R14)
  - blood in stool: melena (K92.1), hematochezia
  - constipação (K59.0)
  - diarreia (A09, K58, K59.1)
  - disfagia (R13)
  - dispepsia (K30)
  - flatulência (R14)
  - náusea (R11)
  - pirose (R12)
  - vômitos (R11)

- Cardiovascular
  - dor do peito (R07)
  - claudicação
  - palpitação (R00.2)
  - taquicardia (R00.0)
  - bradicardia (R00.1)
  - arritmia
  - reticulocitose
  - macrocitose (D75.8)

- Urológicos
  - disúria (R30.0)
  - poliúria (R35)
  - hematúria (R31)
  - frequência urinária (R35)
  - incontinência urinária (R32)
  - impotência (N48.4)

- Pulmonares
  - hipoventilação
  - hiperventilação
  - bradipneia (R06.0)
  - apneia
  - tosse (R05)
  - dispneia (R06.0)
  - hemoptise (R04.2)
  - pleurisia
  - sputum production (R09.3)
  - taquipnéia (R06.0)

- Tegumentar
  - Brotoeja (R21)
  - Prurido (L29)
  - edema (R60)
  - anasarca (R60.1)
  - blister (T14.0)
  - urticária (L50)
  - parestesia (R20.2)